# Trifolium vesiculosum
Trifolium vesiculosum är en ärtväxtart som beskrevs av Gaetano Savi. Enligt Catalogue of Life ingår Trifolium vesiculosum i släktet klövrar och familjen ärtväxter, men enligt Dyntaxa är tillhörigheten istället släktet klövrar och familjen ärtväxter. Arten har ej påträffats i Sverige. Inga underarter finns listade i Catalogue of Life.